# هو ولدون
هو ولدون (انگلیسی: Huw Wheldon; ۷ مهٔ ۱۹۱۶ – ۱۴ مارس ۱۹۸۶)
پخش کننده ولزی و مجری بی‌بی‌سی بود. او در ۷ مه ۱۹۱۶ در پرستاتین ولز متولد شد.
سر وین ولدون، پدر وی، یک متخصص برجسته آموزشی بود که به دلیل جسارت در جنگ جهانی اول نشان DSO به او اعطا شده بود.